# Brancaster
Brancaster est un village et une paroisse civile du Norfolk, en Angleterre. Il se situe sur la côte nord de ce comté, à 35 km au nord-est de King's Lynn. Au moment du recensement de 2001, il comptait 897 habitants.
La localité est occupée depuis l'Antiquité : un fort romain nommé Branodunum y est édifié au IIIe siècle pour surveiller l'entrée du Wash, s'inscrivant dans le réseau de fortifications de la côte saxonne.